# 趙熊詔
趙熊詔（1663年—1721年），字侯赤，又字裘萼，号学了氏。江蘇武進人。清康熙四十八年己丑科狀元。

## 生平
趙熊詔生於清康熙二年（1663年），琴棋书画无一不精，從小即協助父親處理公文。康熙三十八年（1699年），中順天鄉試，康熙四十八年（1709年）己丑科一甲第一名進士（狀元），授翰林院修撰、掌修國史，參與修纂《淵鑑類函》、《康熙字典》，入值南书房。因遭同僚诬陷被降级留任。
官至翰林院侍讀，以父憂歸，哀痛逾恆，康熙六十年（1721年）卒。著有《裘萼公剩稿》四卷，《航中帆》（《太上感应篇注训证》）。
民國29年墓被發，棺中殉葬珍物、盡被盜去、靴帽狼藉、屍身赤體橫臥草地、皮縐乾癟、數百年來幷未腐爛、白鬚盈尺、兩目深陷、因受日光薰曝、屍已變黑、經守墓鄉民報明其後裔趙民軒、赴鄉重行棺殮

## 家族
祖父趙繼鼎，明末进士，任主事。父趙申喬，清朝都御史，曾檢舉「南山案」，迫害與趙熊詔爭搶狀元而結怨的戴南山，即戴名世。名世因此被殺。